# Philadelphia 76ers 1986-1987
La stagione 1986-87 dei Philadelphia 76ers fu la 38ª nella NBA per la franchigia.
I Philadelphia 76ers arrivarono secondi nella Atlantic Division della Eastern Conference con un record di 45-37. Nei play-off persero al primo turno con i Milwaukee Bucks (3-2).

## Roster
| N° | Naz.                   | Ruolo | Sportivo        | Anno | Alt. | Peso |
| -- | ---------------------- | ----- | --------------- | ---- | ---- | ---- |
| 3  | Stati Uniti (bandiera) | G     | Sedale Threatt  | 1961 | 188  | 79   |
| 4  | Stati Uniti (bandiera) | A     | Cliff Robinson  | 1960 | 206  | 100  |
| 6  | Stati Uniti (bandiera) | GA    | Julius Erving   | 1950 | 198  | 91   |
| 10 | Stati Uniti (bandiera) | G     | Maurice Cheeks  | 1956 | 185  | 82   |
| 11 | Stati Uniti (bandiera) | C     | Jim Lampley     | 1960 | 208  | 104  |
| 12 | Stati Uniti (bandiera) | G     | World B. Free   | 1953 | 188  | 84   |
| 14 | Stati Uniti (bandiera) | G     | Steve Colter    | 1962 | 191  | 75   |
| 20 | Stati Uniti (bandiera) | A     | Danny Vranes    | 1958 | 201  | 95   |
| 21 | Stati Uniti (bandiera) | A     | Kenny Green     | 1964 | 198  | 95   |
| 22 | Stati Uniti (bandiera) | G     | Andrew Toney    | 1957 | 191  | 81   |
| 23 | Stati Uniti (bandiera) | AC    | Roy Hinson      | 1961 | 206  | 95   |
| 25 | Stati Uniti (bandiera) | GA    | David Wingate   | 1963 | 196  | 84   |
| 31 | Stati Uniti (bandiera) | AC    | Mark McNamara   | 1959 | 211  | 107  |
| 34 | Stati Uniti (bandiera) | A     | Charles Barkley | 1963 | 198  | 114  |
| 40 | Stati Uniti (bandiera) | C     | Tim McCormick   | 1962 | 211  | 109  |
| 43 | Stati Uniti (bandiera) | C     | Jeff Ruland     | 1958 | 208  | 109  |

## Staff tecnico
- Allenatore: Matt Guokas
- Vice-allenatori: John Gabriel, Jim Lynam
- Preparatore atletico: Al Domenico